# Silvia del Olmo
Silvia del Olmo Escudero (19 de noviembre de 1968) es una exjugadora de balonmano española que fue campeona de Europa con el Osito L'Eliana y fue internacional con la selección española.

## Trayectoria
Criada en la cantera del CE. Molins de Rei (aunque ella, a los 10 años, lo que quería ser era  patinadora), la pivote catalana fue una estrella durante su periplo desde los 15 años como jugadora en la liga española en el Osito L'Eliana (en sus múltiples denominaciones) y el Balonmano Sagunto al final de su carrera en la temporada 2004–2005. Cambió su posición en el campo y se convirtió en una finísima extremo izquierdo que siempre sumó en todas las temporadas que jugó.
Un palmarés de leyenda, posee 43 títulos españoles y la triple corona europea (Champions League, Recopa de Europa y Supercopa de Europa).
En su última temporada compartió vestuario con las jugadoras Eli López, Marta Mangué, Cristina Gómez, Noelia Oncina, Montse Puche y dos jugadoras que, por entonces, eran grandes promesas del balonmano español: Macarena Aguilar y Nuria Benzal. Eli Pinedo, que subió al primer equipo el año que se retiraba Silvia, llevó el número 17 durante su carrera por ella.
Fue una de las jugadoras que, formando parte del Astroc Sagunto, se desnudó junto a sus compañeras para protestar por la baja atención mediática del balonmano femenino.

### Clubes
- 1983 – 92: Iber Valencia
- 1992 – 94: Mar Valencia
- 1995 – 04: Osito L'Eliana
- 2004 – 05: Astroc Sagunto

### Títulos
- 1 x Copa de Europa
- 1 x Recopa de Europa
- 1 x Supercopa de Europa
- 20 x Ligas Españolas
- 16 x Copas de SM La Reina
- 3 x Supercopa de España
- 4 x Copa ABF

### Galardones
- 2005. Insignia de oro y plata de la Federación Catalana de Balonmano.

## Selección
Internacional con la selección española, Silvia debutó en 1991 en un partido del Torneo Internacional e Francia ante la selección gala. Tras 56 partidos internacionales, sus últimas intervenciones con las Guerreras fue el Campeonato del Mundo de Italia en 2001, el 11 de diciembre de 2001.  
Medalla de plata en los Juegos del Mediterráneo celebrado en Tunez, su mayor decepción con la camiseta nacional fue el no acudir con la selección a los Juegos Olímpicos de Barcelona'92. 